# Szekeres Ágnes
Szekeres Ágnes (1968 – 2020. március 25. vagy előtte) vajdasági magyar régész, muzeológus. Apja Szekeres László (1931–1997) régész.

## Élete
1989-1995 között az budapesti Eötvös Loránd Tudományegyetemen végzett. A Szabadkai Városi Múzeum régész-muzeológusa volt.
Észak-Bácska ókori és egyéb régészeti korszakainak emlékeit kutatta. Több kiállítás szerzője, többek között Szabadka állandó régészeti tárlata, a Szarmaták Észak-Bácskában, Kameniti hát – középkori templom és temető, A kerámia évszázadai. 2010-től kezdte feltárni a kaponyai pusztatemplomot.

## Művei
- 1996 Szarmata és XI. századi temetők Verusicson. Szabadka. (tsz. Szekeres László)
- Egy letűnt nép nyomában. Szabadka. (tsz. Ricz Péter - Gerlovics Szilveszter)